# Pagani Zonda

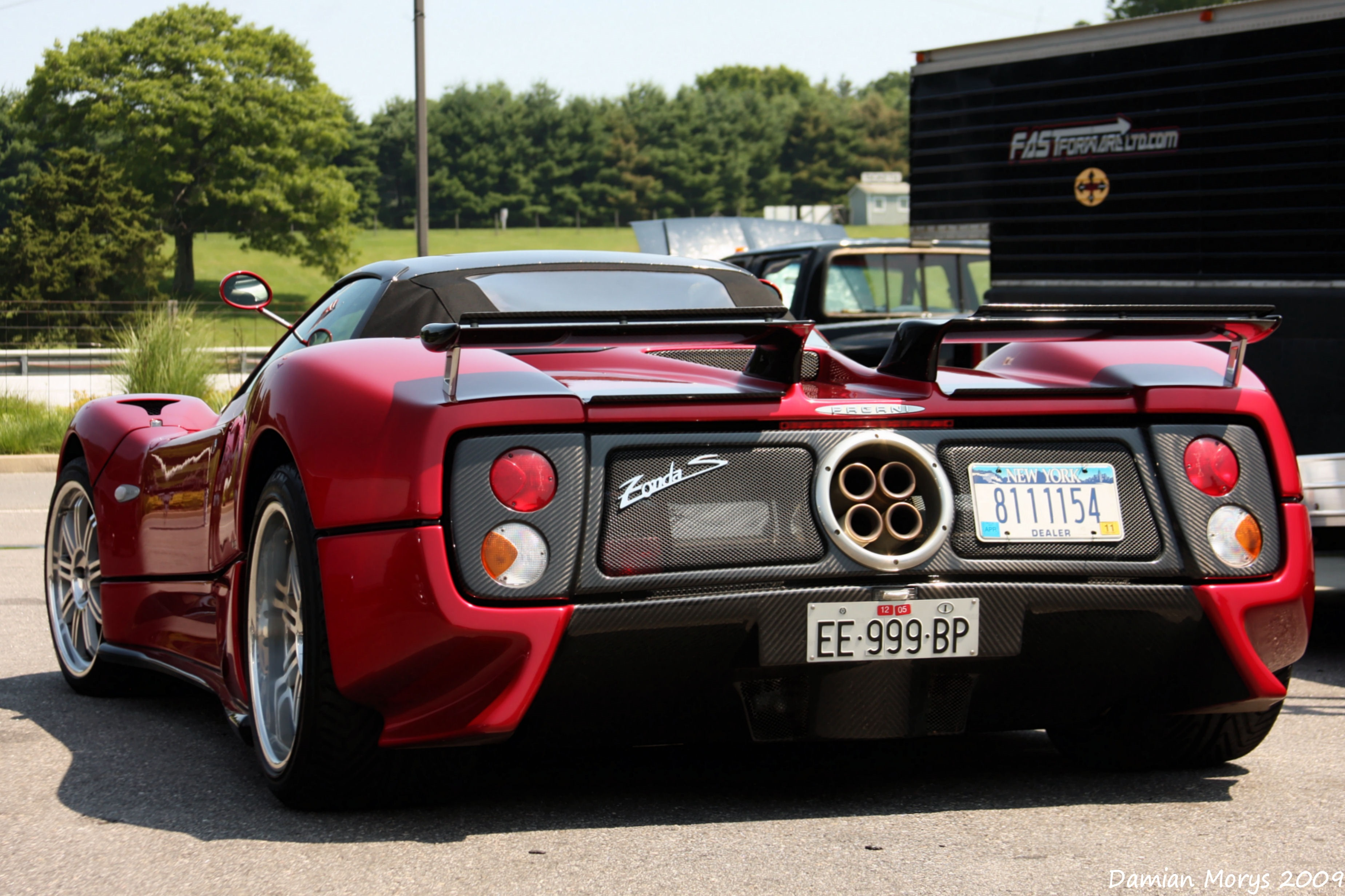
Heckansicht, Zonda C12 S, 1999

Der Pagani Zonda C12 ist ein vom italienischen Sportwagenhersteller Pagani von 1999 bis 2017 gebauter Supersportwagen. Insgesamt wurden ca. 130 Exemplare gebaut und verkauft. Der Name Zonda bezieht sich auf den argentinischen Föhnwind Zonda. Nachfolger ist der im März 2011 auf dem Genfer Auto-Salon präsentierte Pagani Huayra.

## Überblick

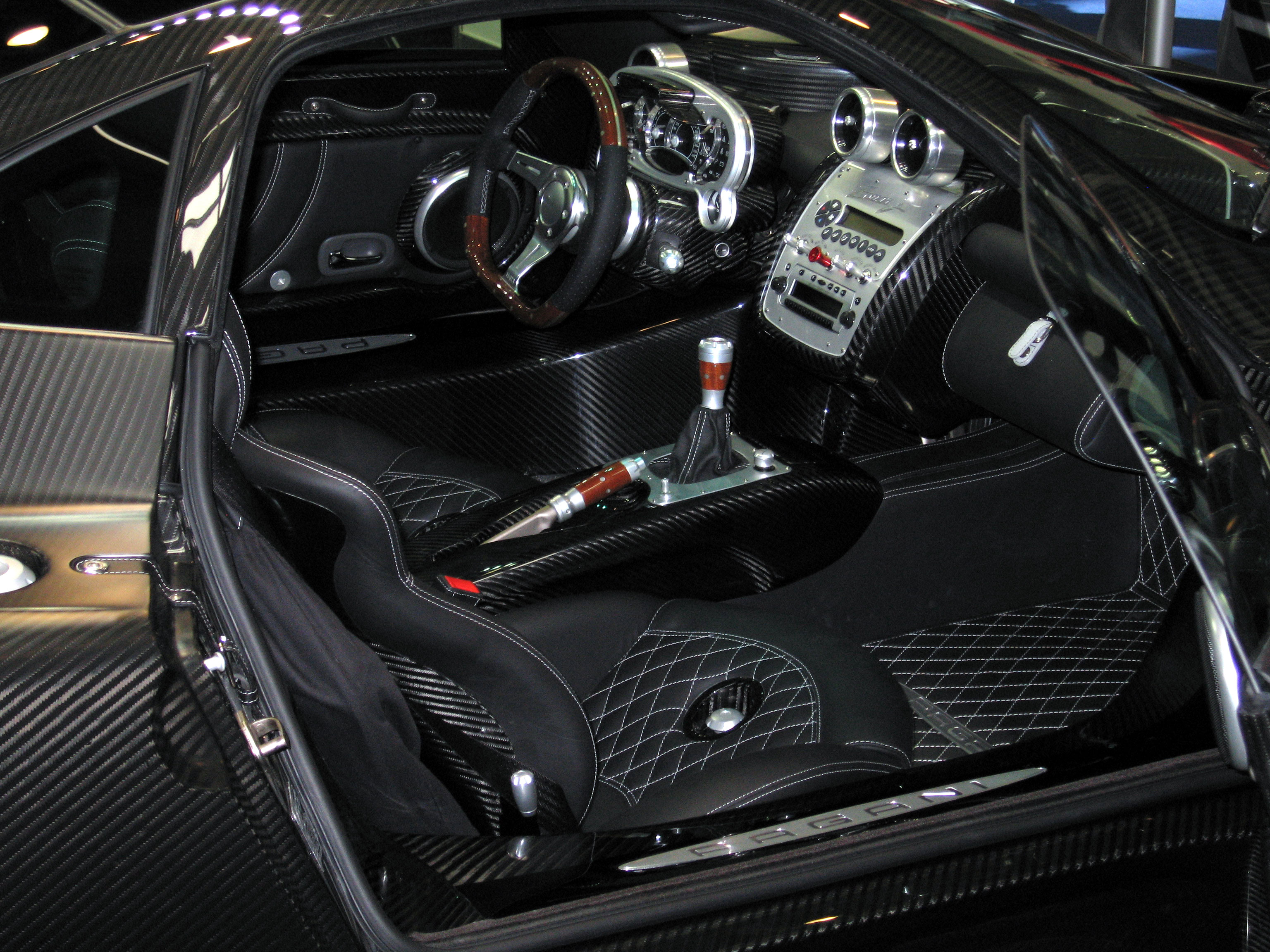
Innenraum eines Zonda C12 F

Der Pagani Zonda C12 ist ein zweisitziges Mittelmotorcoupé bzw. -cabriolet. Die Karosserie besteht zu großen Teilen aus kohlenstofffaserverstärktem Kunststoff (CFK). An der ersten Entwicklung war der frühere Formel-1-Fahrer Juan Manuel Fangio beteiligt. Deshalb sollte der Wagen zunächst nach Fangio in „Pagani Fangio F1“ benannt werden, doch nach dem Tod des Rennfahrers 1995 wurden diese Pläne verworfen. Mit einer späteren Modellversion, dem Zonda C12 F, wurde diese Idee andeutungsweise wieder aufgegriffen.
Dieser Wagen gehörte zu den exklusivsten Fahrzeugen auf dem Markt, der Grundpreis lag bei zirka 600.000 Euro, die jährliche Kapazität bei nur 17 Fahrzeugen. Mercedes-Benz hatte 100 Exemplare der V12-Motoren des Typs M 297 zugesagt. Schlussendlich wurden 158 Zonda hergestellt.

## Modellvarianten

### Zonda C12
Der C12 debütierte 1999 beim Genfer Auto-Salon. Er wurde angetrieben von einem Mercedes-AMG 6,0-l-V12-Motor mit 290 kW/394 PS und erreichte damit Spitzengeschwindigkeiten von über 290 km/h. Vom C12 wurden fünf Coupés zwischen 1999 und 2002 gebaut, eines davon für Crash-Tests, eines als Showcar. Die restlichen drei wurden an Kunden ausgeliefert.

### Zonda C12 S

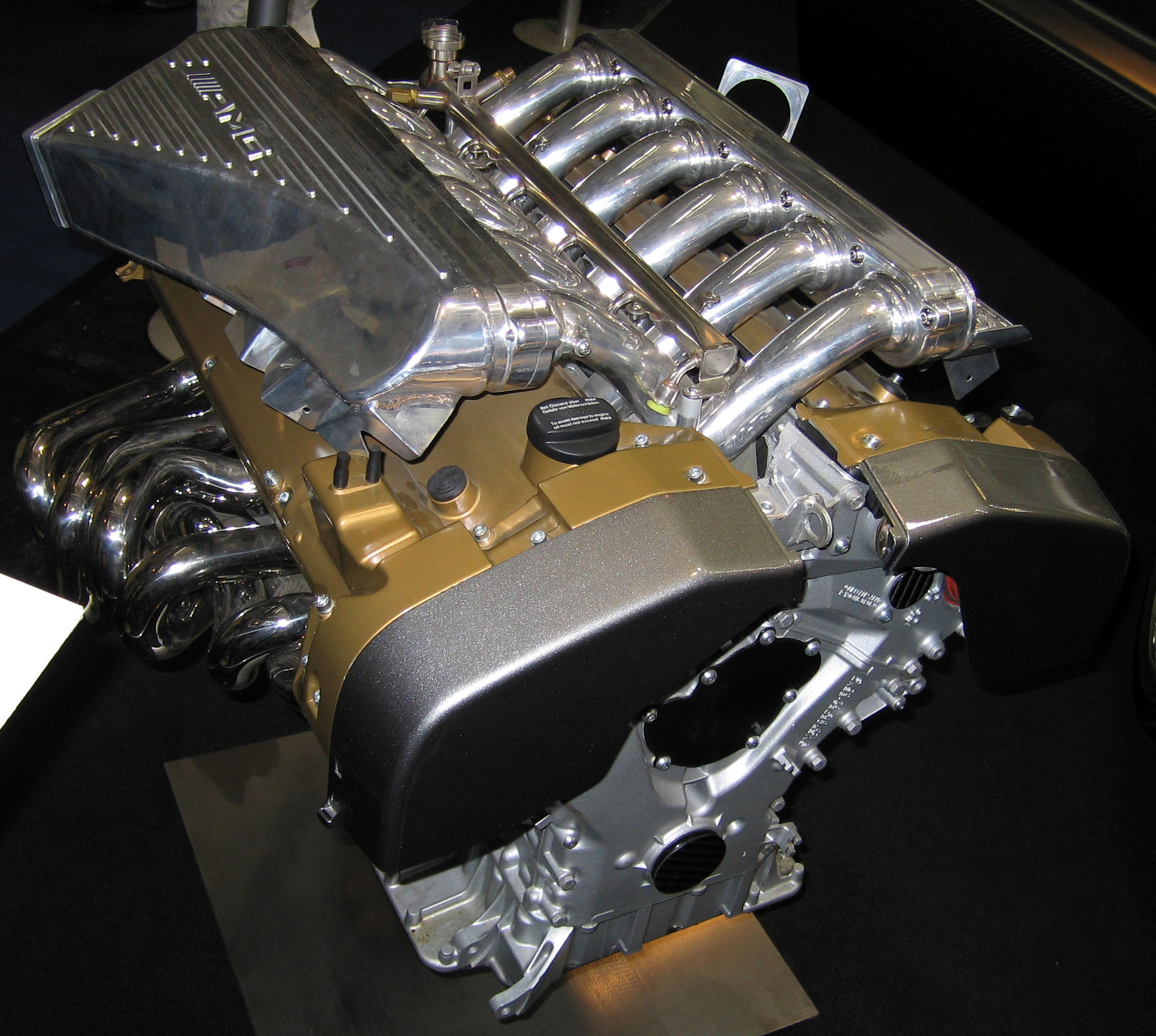
AMG-Motor mit 7,3 L Hubraum

Beim im Jahr 2000 vorgestellten C12 S wurde der Hubraum vergrößert auf nun 7,0 l und die Leistung gesteigert auf 404 kW (550 PS). Zudem wurde die Aerodynamik verbessert, indem die Nase verlängert und Flaps am Heck angebracht wurden. Vom C12 S wurden insgesamt 15 Coupés gebaut.

### Zonda C12 S 7.3
Der Zonda C12 S 7.3 hat, wie im Namen angedeutet, einen auf 7291 cm³ vergrößerten Hubraum und eine Leistung von 408 kW (555 PS). Damit erreichen das Coupé und der erstmals erhältliche Roadster eine Beschleunigung von 0–100 km/h in 3,7 s und eine Höchstgeschwindigkeit von zirka 340 km/h. Der S 7.3 hat zudem eine Antriebsschlupfregelung bekommen. Der Zonda C12 S 7.3 Roadster wurde auf 25 Stück limitiert.

### Zonda C12 F

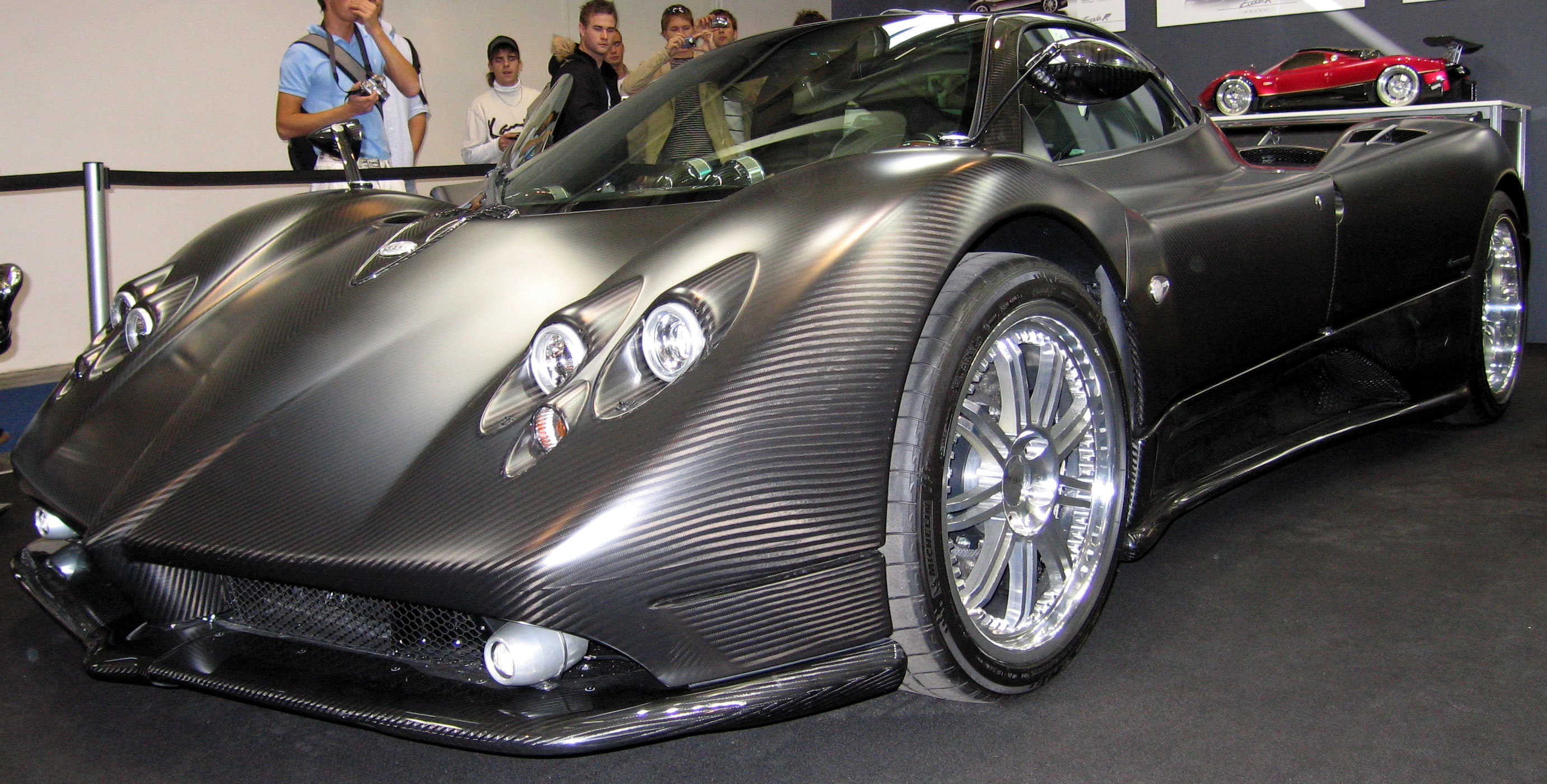
Pagani Zonda C12 F, 2005

Vorgestellt wurde der Zonda C12 F, teilweise auch nur Zonda F, auf dem Genfer Salon 2005. Bei diesem Modell wurde die Leistung nochmals auf nun 443 kW (602 PS) gesteigert, im gesamten Drehzahlbereich von zirka 2000/min bis zirka 7000/min liegt ein Drehmoment von über 600 Nm an, das Drehmomentmaximum liegt mit 760 Nm bei 4000/min. Der Sprint von 0–100 km/h dauert 3,6 s, von 0–200 in 9,8 s, die Höchstgeschwindigkeit beträgt mehr als 345 km/h. Der {\displaystyle c_{\mathrm {w} }}-Wert der Version mit durchgehendem Heckflügel beträgt 0,358. Aus einer Geschwindigkeit von 200 km/h kommt er in 4,4 Sekunden zum Stehen. Die leistungsgesteigerte Clubsportversion erreicht 478 kW (650 PS) und ein maximales Drehmoment von 780 Nm. Das „F“ steht für „Fangio“ und ist eine Hommage an Juan Manuel Fangio. Außer der Technik wurde auch das Aussehen des Pagani Zonda C12 F überarbeitet, so dass über 60 % der Teile des Autos neu sind. Auf dem Genfer Autosalon 2006 wurde das „Sondermodell“ Zonda C12 F Roadster gezeigt. Das Fahrzeug wurde auf 15 Einheiten limitiert.

### Sondermodelle

#### Zonda R

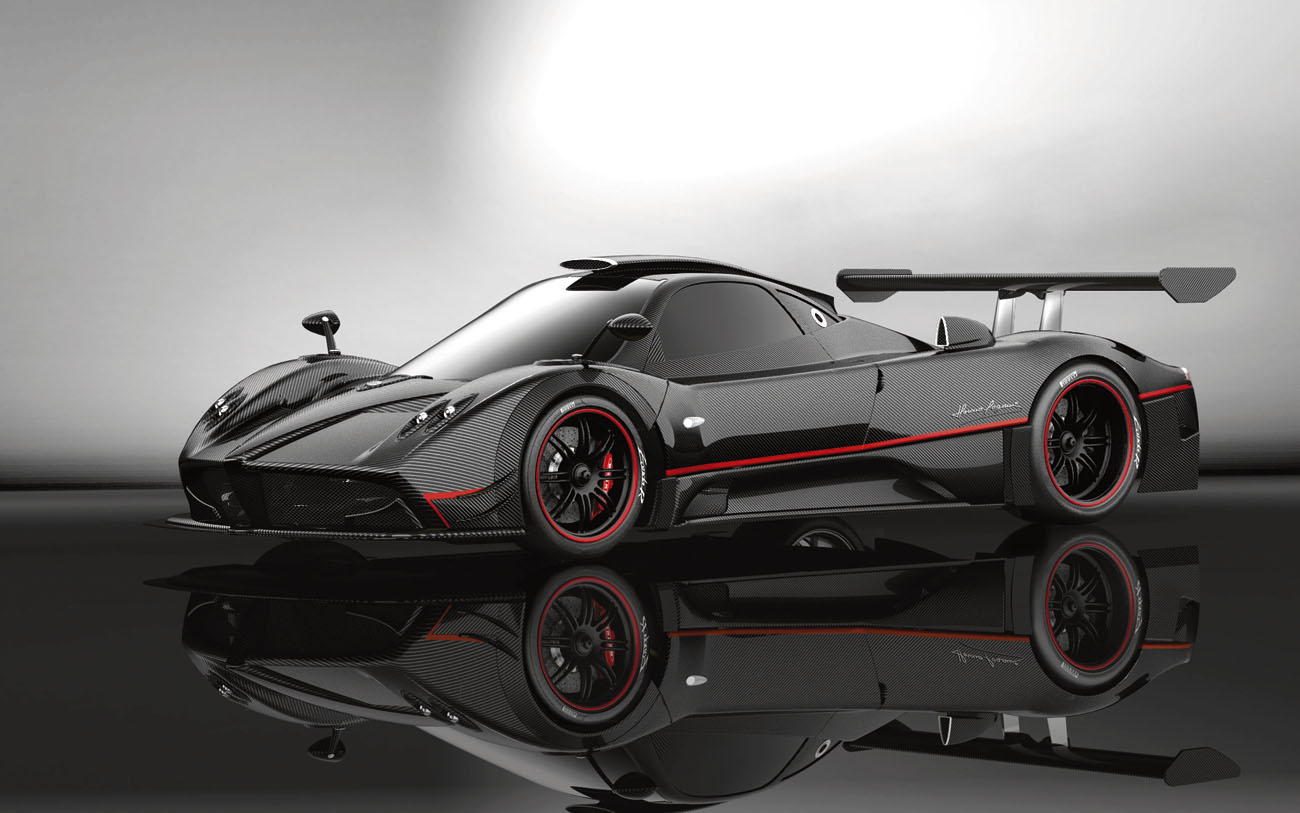
Zonda R, 2009

Der Zonda R ist eine Rennstreckenversion ohne Straßenzulassung, die auf 15 Stück limitiert wurde. 2007 wurde sie zunächst als Modell vorgestellt, im Februar 2009 als fahrbereites Fahrzeug. Für die Karosserie wurde erstmals Carbontitan-Verbundmaterial eingesetzt. Das Getriebegehäuse besteht aus Magnesium. Das Leergewicht beträgt lediglich 1070 kg. Er hat eine Motorsport-Traktionskontrolle und Renn-ABS von Bosch mit 12 Einstellungen. Anfang Juli 2010 wurde mit dem Zonda R der Nordschleifen-Rundenrekord des Ferrari 599XX mit 6.47 Minuten um elf Sekunden unterboten.

#### Zonda Cinque

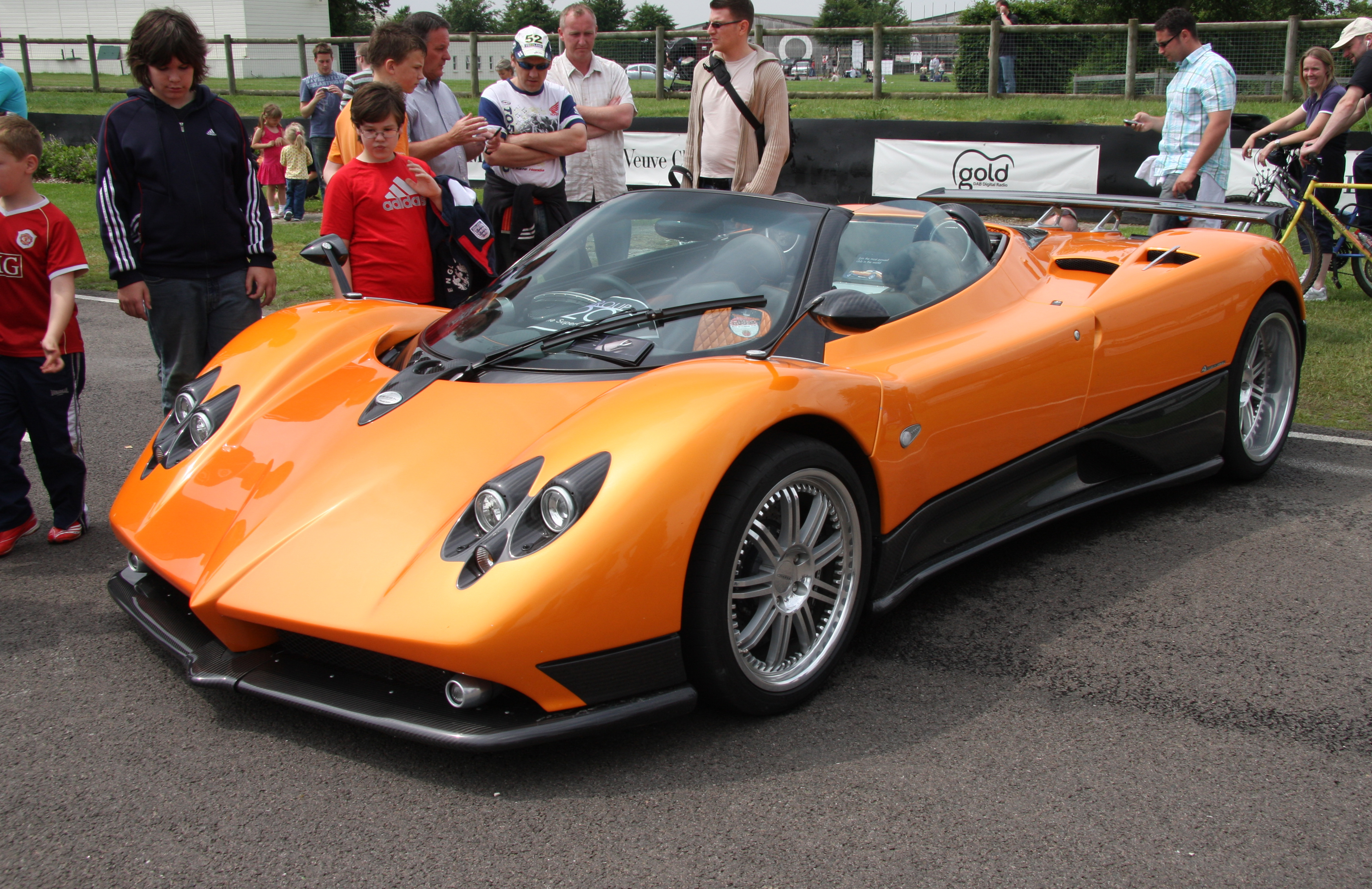
Zonda Roadster

Der 2008 präsentierte Zonda Cinque ist die straßentaugliche Version des Zonda R. Das Modell Cinque war dabei auf nur fünf Exemplare limitiert, die speziell für den in Hongkong ansässigen Händler SPS Automotive Performance gefertigt wurden. Wie bereits in den Vorgängermodellen wird der Zonda Cinque auch von einem Mercedes-AMG-V12-Motor angetrieben, dieser leistet 499 kW (678 PS). Bei einem Gesamtgewicht von zirka 1210 kg beschleunigt er den Zonda von 0–100 km/h in 3,4 s. Die Höchstgeschwindigkeit liegt bei über 350 km/h. Der Zonda Cinque ist der erste Zonda mit einer sequentiellen Schaltung. Diese ist mit Schaltwippen am Lenkrad oder mit dem Schalthebel zu bedienen. Der Zonda Cinque Roadster ist grundsätzlich technisch identisch mit dem Zonda Cinque, hat aber aufgrund des entfallenen Daches ein eigens entwickeltes Chassis. Er ist ebenfalls auf fünf Exemplare limitiert.

#### Zonda Uno
Der Pagani Zonda Uno ist ein auf dem Zonda F basierendes Sondermodell, welches von Ana Al Thani, einem Mitglied der katarischen Königsfamilie, in Auftrag gegeben wurde. Besonderes Merkmal des Uno ist seine türkisfarbene Lackierung, welche für Al-Thanis Sportwagensammlung typisch ist. Des Weiteren wurden für die Karosserie diverse Elemente des Zonda Cinque und Zonda R verwendet. Bereits Anfang 2011, nur ein Jahr nachdem Ana Al-Thani den Wagen erhielt, wurde der Zonda Uno für 1,7 Millionen € zum Verkauf angeboten.

#### Zonda Tricolore
Im Jahr 2010 wurde der Pagani Zonda Tricolore speziell zum 50. Geburtstag der Kunstflugstaffel der italienischen Luftwaffe Frecce Tricolori aufgelegt. Der Tricolore basiert, genau wie der Cinque, auf dem Zonda R. Die Leistung liegt hier bei ca. 492 kW (670 PS). Äußerlich unterscheidet er sich kaum von anderen Zondas, die Unterschiede liegen in der blau lackierten Karosserie, den gold lackierten Rädern mit Zentralverschluss und dem LED-Tagfahrlicht in der Frontschürze sowie den italienischen Nationalfarben auf der Motorhaube und den Spiegelgehäusen. Insgesamt wurden drei Fahrzeuge hergestellt.

#### Zonda Revolucion
Mit dem Zonda Revolucion präsentierte Pagani im Jahr 2013 eine weitere Version des Zonda. Der V12-Motor des Zonda Revolucion leistet 588 kW (800 PS) und ein maximales Drehmoment von 730 Nm. Wegen des leichteren Monocoques aus KFK und Titan und der CFK-Karosserie, wiegt das Fahrzeug 1070 kg. Der Revolucion war auf 5 Exemplare limitiert und kostete 2,2 Mio. Euro zuzüglich Steuern. Die Fahrzeuge waren bei der Präsentation bereits alle verkauft.

#### Zonda HP Barchetta

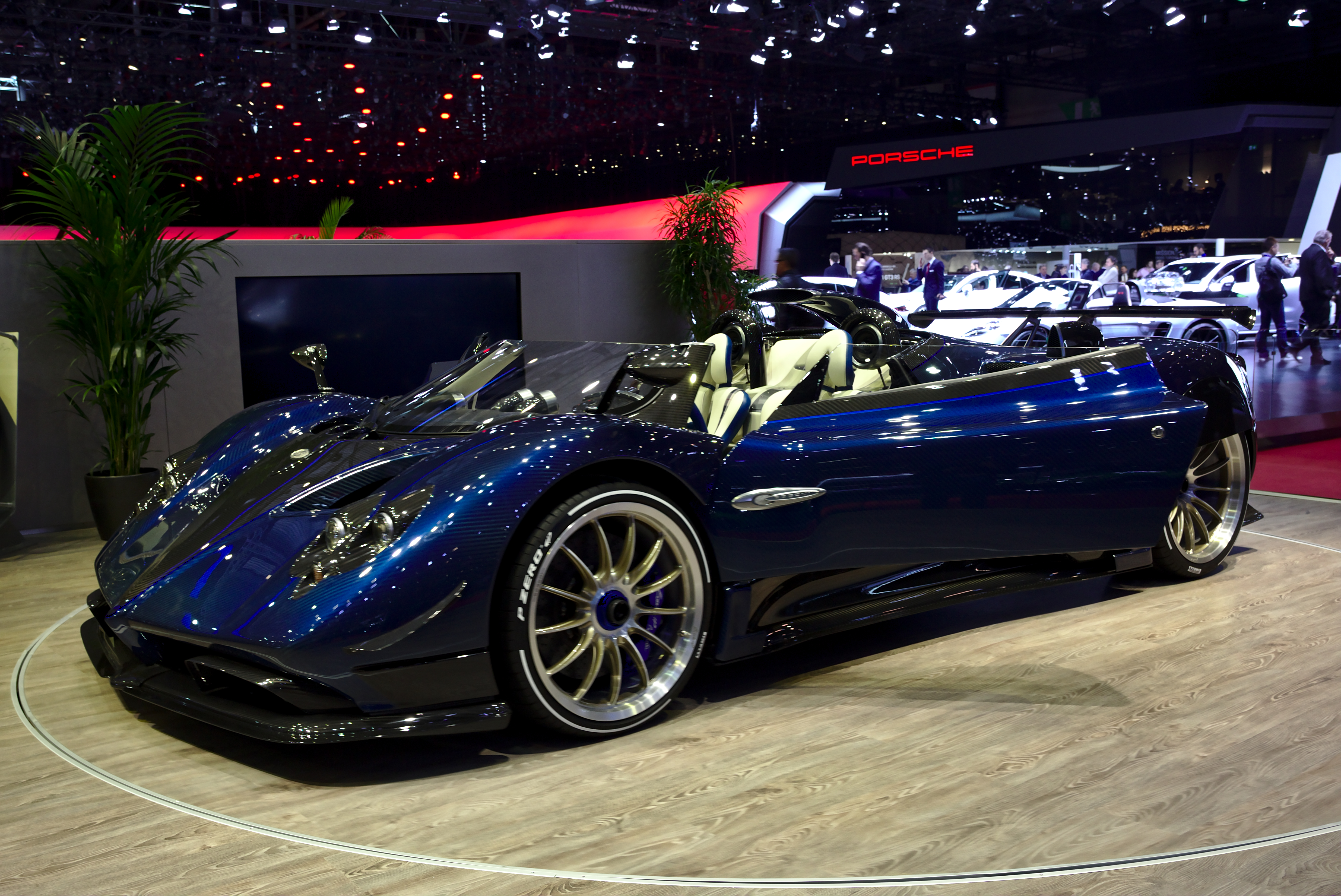
Pagani Zonda HP Barchetta, 2018

Der Zonda HP Barchetta wurde im August 2017 in Pebble Beach auf dem Concours d’Elegance präsentiert und ist auf drei Einheiten limitiert. Dabei handelt es sich um eine Variante des Zonda Roadster, jedoch mit verkürzter Frontscheibe. Der Barchetta verfügt über kein Dach.

### Rennversionen

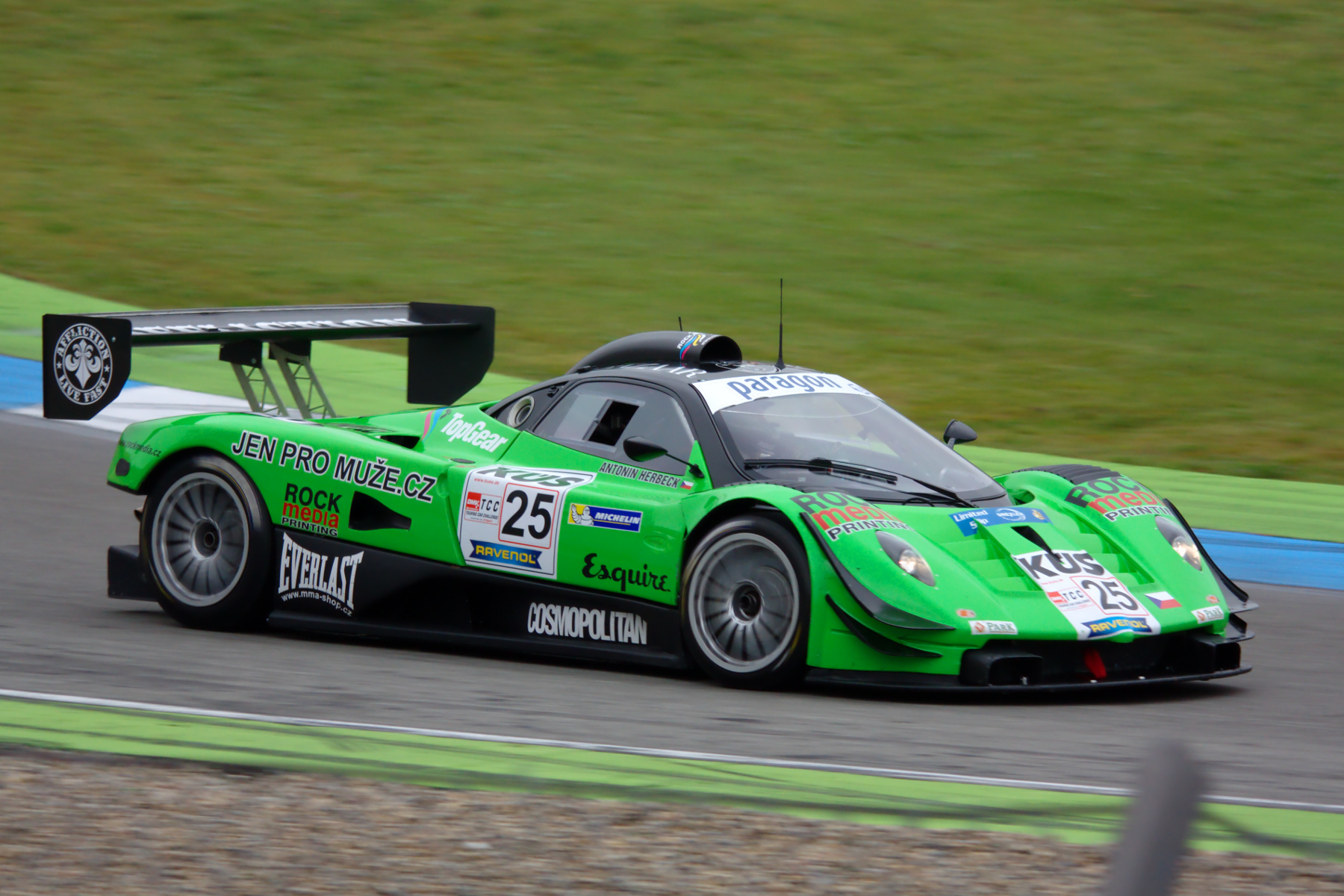
Zonda C12 GR von Rock Media auf dem Hockenheimring, 2014

Der C12 GR ist eine auf dem ursprünglichen C12 basierende Rennsportversion, die 2003 beim 12-Stunden-Rennen von Sebring und dem 24-Stunden-Rennen von Le Mans in der GTS-Klasse an den Start ging, in beiden Rennen aber mit technischen Defekten ausfiel. Der Hubraum des vom amerikanischen Rennteam Carsport America eingesetzten Fahrzeugs betrug 6000 cm³. Danach tauchte der Wagen bis 2008 unregelmäßig bei den Vortests der FIA-GT-Meisterschaft auf. Trotz mehrfacher Nennung des Teams Rock Media Motors zwischen 2006 und 2008 nahm der Wagen an keinem Meisterschaftslauf teil. Zudem wurde die Nennung beim Rennen im August 2007 auf dem Automotodrom Brno vom Organisator ausgeschlossen, da dem C12 GR das nötige Homologationsblatt fehlte.
Auf dem 2007er Autosalon in Genf präsentierte man die R-Version (Racing) des Pagani Zonda als 1/4-Modell. Es ist eine weiterentwickelte, nicht straßenzugelassene Version des Zonda C12 F. Er kostet zirka 1.200.000 € zuzüglich Steuern. Der 6,0-l-V12-Motor aus dem Mercedes-Benz CLK GTR bringt 551 kW (750 PS) auf dem Prüfstand. Die flache Karosserie wird den Angaben zufolge aus Leichtbau-Materialien wie kohlenstofffaserverstärktem Kunststoff („Carbon“) bestehen. Um das Fahrzeug bei hohem Tempo auf der Piste zu halten, erhält es Aerodynamik-Komponenten wie ein Formel-1-Fahrzeug: Der Unterboden ist verkleidet, am Heck sorgen ein Diffusor und ein verstellbarer Flügel für Abtrieb.

### Technische Daten
|                      | Zonda C12                 | Zonda C12 S               | Zonda C12 S 7.3           | Zonda C12 S7.3 Roadster   | Zonda F                   | Zonda Roadster F          | Zonda R                   | Zonda Cinque              | Zonda Cinque Roadster     | Zonda Revolucion     |
| -------------------- | ------------------------- | ------------------------- | ------------------------- | ------------------------- | ------------------------- | ------------------------- | ------------------------- | ------------------------- | ------------------------- | -------------------- |
| Baujahr              | 1999                      | 2002                      | 2002                      | 2003                      | 2005                      | 2006                      | 2009                      | 2009                      | 2009                      | 2013                 |
| Motor                | V12 hinten längs          | V12 hinten längs          | V12 hinten längs          | V12 hinten längs          | V12 hinten längs          | V12 hinten längs          | V12 hinten längs          | V12 hinten längs          | V12 hinten längs          | V12 hinten längs     |
| Hubraum              | 5987 cm³                  | 7010 cm³                  | 7291 cm³                  | 7291 cm³                  | 7291 cm³                  | 7291 cm³                  | 5987 cm³                  | 7291 cm³                  | 7291 cm³                  | 5987 cm³             |
| Leistung bei 1/min   | 290 kW (394 PS)/5200      | 404 kW (550 PS)/5500      | 408 kW (555 PS)/5900      | 408 kW (555 PS)/5900      | 443 kW (602 PS)/6150      | 478 kW (650 PS)/6200      | 552 kW (750 PS)/7500      | 498 kW (678 PS)/6400      | 498 kW (678 PS)/6400      | 588 kW (800 PS)/8000 |
| Drehmoment bei 1/min | 570 Nm/3800               | 750 Nm/4100               | 750 Nm/4050               | 750 Nm/4050               | 760 Nm/4000               | 780 Nm/4000               | 710 Nm/5700               | 780 Nm/4000               | 780 Nm/4000               | 730 Nm/5800          |
| Antrieb              | Hinterrad                 | Hinterrad                 | Hinterrad                 | Hinterrad                 | Hinterrad                 | Hinterrad                 | Hinterrad                 | Hinterrad                 | Hinterrad                 | Hinterrad            |
| Getriebe             | 6-Gang manuell            | 6-Gang manuell            | 6-Gang manuell            | 6-Gang manuell            | 6-Gang manuell            | 6-Gang manuell            | 6-Gang sequentiell        | 6-Gang sequentiell        | 6-Gang sequentiell        | 6-Gang sequentiell   |
| Reifen v/h           | 255/40 ZR18 / 345/35 ZR18 | 255/40 ZR18 / 345/35 ZR18 | 255/40 ZR18 / 345/35 ZR18 | 255/35 ZR19 / 345/30 ZR19 | 255/35 ZR19 / 335/30 ZR20 | 255/35 ZR19 / 335/30 ZR20 | 255/35 ZR19 / 335/30 ZR20 | 255/35 ZR19 / 335/30 ZR20 | 255/35 ZR19 / 335/30 ZR20 |                      |
| Leergewicht          |                           | 1350 kg                   | 1280 kg                   | 1350 kg                   | 1230 kg                   | 1230 kg                   | 1070 kg                   | 1210 kg                   | 1210 kg                   | 1070 kg              |
| Vmax                 | 298 km/h                  | 335 km/h                  | 335 km/h                  | 345 km/h                  | > 345 km/h                | > 345 km/h                | > 350 km/h                | 350 km/h                  | 350 km/h                  | > 350 km/h           |
| 0–100 km/h           | 3,9 s                     | 3,8 s                     | 3,7 s                     | 3,7 s                     | 3,6 s                     | 3,5 s                     | 2,7 s                     | 3,4 s                     | 3,4 s                     | 2,7 s                |